# Verebus
Verebus Engineering is een Nederlands advies- en ingenieursbureau met activiteiten op het gebied van technisch beheer en planning met bijhorende technische documentatie voor defensie, industrie, openbaar vervoer en scheepsbouw. Het bedrijf is gevestigd in Rijswijk. 

## Geschiedenis
Verebus, VEReenigd Electrotechnisch BUreau voor Scheepsinstallaties, werd in 1947 opgericht op verzoek van de Koninklijke Marine. Vijf grote installatiebedrijven brachten hun tekenkameractiviteiten onder in één nieuwe onderneming.
Halverwege de jaren 1950 werd Fokker klant bij Verebus. Verebus verzorgde inmiddels de ontwerpen, tekeningen en technische documentatie voor elektrische installaties van marine- en koopvaardijschepen, vliegtuigen, land- en bedrijfsinstallaties. In 1969 bestond het personeelsbestand uit tachtig werknemers.
Aan het eind van de twintigste eeuw wordt het bureau actief op de inframarkt en deed het veel werk voor ProRail. In 2007 werd Verebus mede vanwege dit groeiende onderdeel overgenomen door het Duitse bedrijf TÜV Nord. De naam van het bedrijf bleef dezelfde. In datzelfde jaar vierde Verebus zestig jaar samenwerking met Defensie, en vijftig jaar samenwerking met het inmiddels door Stork overgenomen Fokker. In 2008 werkten er bij het bureau ongeveer 130 mensen.
In 2018 verkocht TÜV Nord de spooractiviteiten aan Royal HaskoningDHV, daarna werkten er nog zo'n zestig mensen bij Verebus. In 2022 zijn de aandelen van het resterende deel van het bureau verkocht aan directeur Pieter van Breugel.